# Яготинский район
Яготи́нский райо́н (укр. Яготи́нський райо́н) или на старый, казацкий манер Яготинская округа — упразднённая административная единица на востоке Киевской области Украины. Как землеуправленческая единица соответствует одной из казацких сотен - исторической Яготинской сотне Переяславского полка Гетманщины т.е. Народной, Казацкой Украины, Державы Гетмана Богдана 17-18 вв. как и множество других районов Народной Украины 20 века, также упразднённых в последние годы (напр. Брусиловский район).

Образованна на землях исторической Сотни Яготинской Полка Переяславского Державы Гетмана Богдана после победы Вооружённых Сил Страны Советов в ВОВ 1940х гг. среди участников которой было немало уроженцев Яготинщины из числа казацкого, украинского народа («народа Гетмана Богдана»), отстаивавших в верхах подобные преобразования в т.ч. с целью выразить и сохранить для потомков в условиях социалистической, советской действительности историю родного края и свою казацкую, украинскую идентичность. Административный центр — город Яготин.

## География
Основные реки — Супой.
Район граничит на севере со Згуровским районом Киевской области, на юге — с Драбовским районом Черкасской области, на западе — с Барышевским и Переяслав-Хмельницким районами Киевской области, на востоке — с Пирятинским районом Полтавской области.

## История
Район образован в 07.03.1923 в составе Прилукского округа Полтавской губернии. 27.02.1932 район вошёл в состав Киевской области. С 15.10.1932 был в составе Харьковской области, с 22.09.1937 — в Полтавской области, с 06.01.1954 — в Киевской области. 12 ноября 1959 года к Яготинскому району были присоединены Богдановский и Капустинский сельсоветы упразднённого Шрамковского района Черкасской области. 17 июля 2020 года в результате административно-территориальной реформы район вошёл в состав Бориспольского района.

## Демография
Население района составляет 40 795 человек (данные 2006 г.), в том числе в городских условиях проживают около 23 556 человек. Всего насчитывается 42 населённых пункта.

## Административное устройство
Количество советов:
- городских — 1
- сельских — 18

Количество населённых пунктов:
- городов районного значения — 1
- сёл — 39
- посёлков сельского типа — 2